# Catharus
O gênero Catharus é um clado evolutivo de pássaros passeriformes que habitam as florestas da família Turdidae (tordos). As espécies existentes estão amplamente distribuídas nas Américas e descendem de um ancestral comum que viveu de 4 a 6 milhões de anos atrás. A maioria das espécies é tímida em relação aos seres humanos, raramente deixando a cobertura da vegetação densa da floresta, onde suas atividades ficam ocultas. Assim, muitos aspectos fundamentais de sua biologia e história de vida são pouco conhecidos.
O gênero é composto por pequenos pássaros canoros onívoros que, assim como sua espécie irmã, o tordo-dos-bosques (Hylocichla mustelina), apresentam uma variedade de hábitos migratórios e não migratórios. Várias espécies são migrantes de longa distância que se reproduzem na América do Norte e “invernam” em regiões neotropicais. A área de reprodução de uma espécie migratória, o  tordo-de-faces-cinzentas (Catharus minimus), se estende até o leste da Sibéria. O restante das espécies migratórias está restrito às Américas, apesar dos registros ocasionais de errantes na Europa e no nordeste da Ásia. As espécies não migratórias são residentes de regiões neotropicais.

## Sistemática
Historicamente, os migratórios e os residentes foram colocados em dois gêneros: Hylocichla e Catharus, respectivamente. No entanto, estudos moleculares indicam que o  tordo-eremita (C. guttatus) está mais intimamente relacionado a três espécies neotropicais (C. occidentalis, C. gracilirostris, C. frantzii) do que aos migrantes de longa distância com os quais se assemelha superficialmente. Esse padrão de homoplasia pode ser o resultado de duas origens independentes de migração no gênero e da convergência evolutiva de caracteres fenotípicos associados à migração.
A taxonomia de Catharus data do século XVIII e tem uma história confusa resultante de várias espécies crípticas, compostos taxonômicos, espécies mal identificadas e outros erros históricos. O nome Catharus, de autoria de Charles Lucien Bonaparte, é derivado do grego antigo καθαρός (katharós), que significa “puro” ou “limpo”, e se refere à plumagem do tordo-de-bico-laranja (C. aurantiirostris).

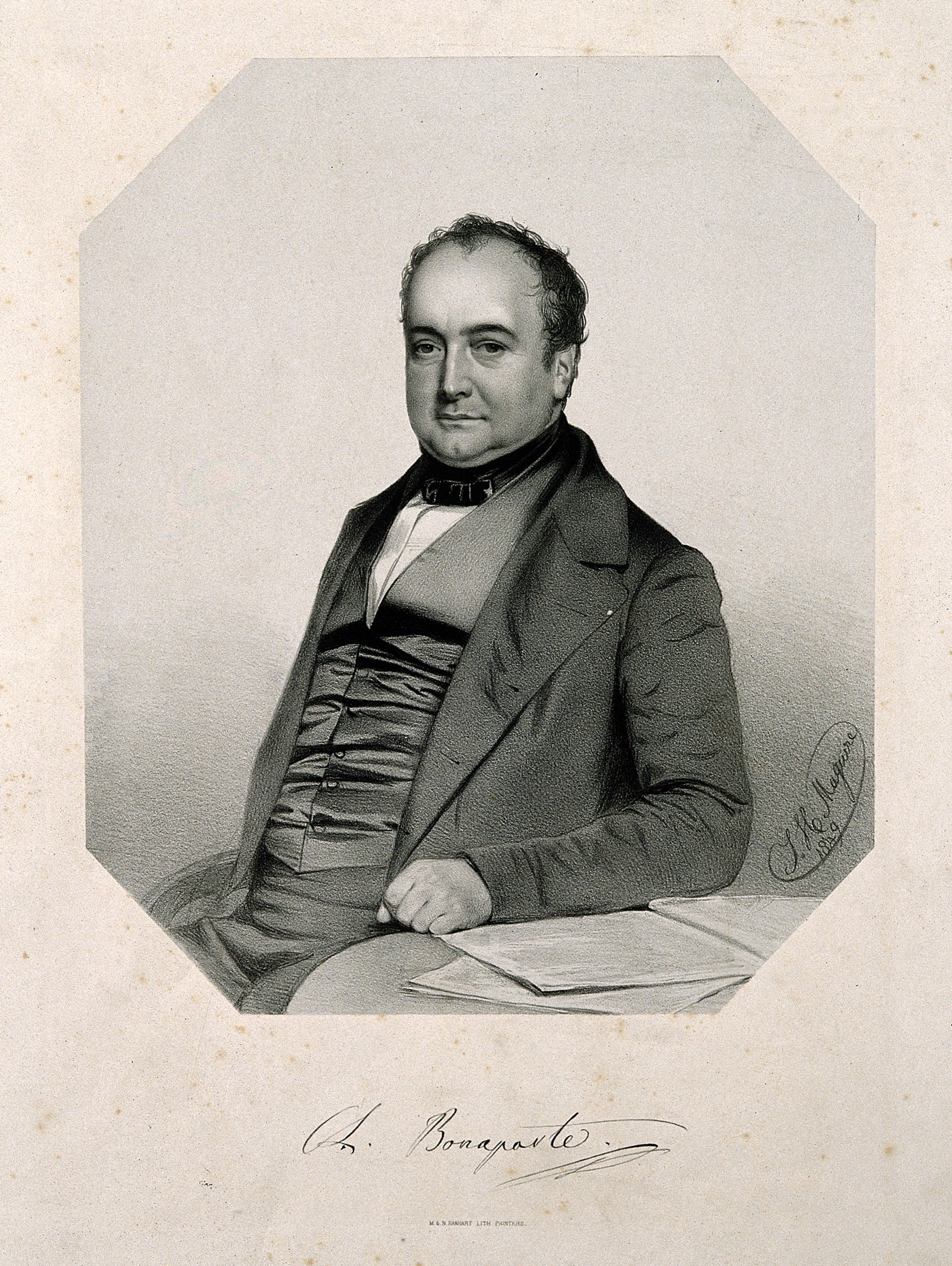
Charles Lucien Bonaparte (1803-1857), que deu o nome ao gênero Catharus em 1850.

A delimitação de espécies em Catharus continua sendo um tópico ativo de estudo e várias divisões taxonômicas foram propostas e/ou adotadas durante a última metade do século, para reconhecer espécies crípticas há muito negligenciadas. Por exemplo, as evidências que sustentam a divisão de C. frantzii e C. occidentalis foram publicadas em 1969; as evidências que sustentam a divisão de C. bicknelli e C. minimus foram publicadas em 1993; mais recentemente, as evidências que sustentam a divisão de C. dryas e C. maculatus foram publicadas em 2017. Os táxons irmãos C. ustulatus e C. swainsoni também foram tratados como espécies por alguns autores.
Os pássaros do gênero Catharus, reverenciados por suas belas canções, há muito tempo são comparados ao rouxinol-comum (Luscinia megarhynchos). Theodore Roosevelt comentou certa vez que, “Em termos de melodia e, acima de tudo, naquela melodia mais fina e elevada em que os acordes vibram com o toque da tristeza eterna, [L. megarhynchos] não pode ser comparado a cantores como o tordo-dos-bosques e o tordo-eremita. A beleza serena e etérea da canção do Eremita, subindo e descendo na noite tranquila sob os arcos das florestas das montanhas que perduram desde sempre”. Um estudo publicado em 2014 apresentou evidências de que as canções do tordo-eremita, assim como a música humana, tendem a ser construídas com proporções de frequência que são expressas como proporções matemáticas simples e seguem a série harmônica.

## Espécies
| Imagem | Nome científico          | Nome comum                                 | Distribuição                                                                                  |
| ------ | ------------------------ | ------------------------------------------ | --------------------------------------------------------------------------------------------- |
|        | Catharus dryas           | Tordo-de-peito-dourado                     | Residente: América Central.                                                                   |
|        | Catharus maculatus       | Tordo-maculado [en] (separado de C. dryas) | Residente: América do Sul.                                                                    |
|        | Catharus aurantiirostris | Tordo-de-bico-laranja                      | Residente: Do México à Colômbia e ao Brasil.                                                  |
|        | Catharus mexicanus       | Tordo-de-barrete-preto                     | Residente: Do México à Costa Rica.                                                            |
|        | Catharus fuscater        | Tordo-de-dorso-sombrio                     | Residente: Da Costa Rica à Bolívia.                                                           |
|        | Catharus swainsoni       | Tordo-dos-pântanos [en]                    | Migratório: Reproduz-se na América do Norte, e passa os invernos na América Central e do Sul. |
|        | Catharus gracilirostris  | Tordo-de-bico-preto [en]                   | Residente: Costa Rica e Panamá.                                                               |
|        | Catharus guttatus        | Tordo-eremita                              | Migratório: Reproduz-se e passa os invernos na América do Norte.                              |
|        | Catharus occidentalis    | Tordo-de-bico-pardo                        | Residente: México.                                                                            |
|        | Catharus frantzii        | Tordo-de-barrete-ruivo [en]                | Residente: Do México ao Panamá.                                                               |
|        | Catharus minimus         | Tordo-de-faces-cinzentas                   | Migratório: Reproduz-se na América do Norte, e passa os invernos na América do Sul.           |
|        | Catharus bicknelli       | Tordo-de-bicknell                          | Migratório: Reproduz-se no nordeste da América do Norte e passa o inverno em Hispaniola.      |
|        | Catharus fuscescens      | Sabiá-norte-americano                      | Migratório: Reproduz-se na América do Norte, e passa os invernos na América do Sul.           |